# 卡尔 (伊森堡-比尔施泰因)

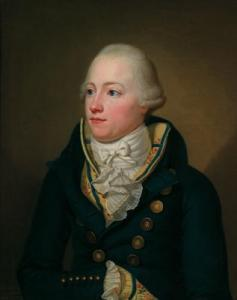
伊森堡-比尔施泰因亲王卡尔

卡尔·弗里德里希·路德维希·莫里茨（Carl Friedrich Ludwig Moritz；1766年6月29日—1820年3月21日），出生于比尔施泰因。伊森堡-比尔施泰因亲王。伊森堡-比尔施泰因系首领。是伊森堡-比尔施泰因系亲王沃尔夫冈·恩斯特二世与罗伊斯-格莱茨公主恩斯汀的次子。
1795年9月16日，卡尔在埃尔巴赫与埃尔巴赫-埃尔巴赫女伯爵夏洛特·奥古斯塔结婚，有四子二女：
- 维多利亚·夏洛特（Viktoria Charlotte，1796年6月10日－1827年7月2日）；
- 阿玛莉埃·奥古斯塔（Amalie Auguste，1797年7月20日－1808年11月30日）；
- 沃尔夫冈·恩斯特（Wolfgang Ernst，1798年7月25日－1866年10月29日）；
- 弗朗茨·威廉（Franz Wilhelm，1799年11月1日－1810年5月21日）；
- 弗里德里希·卡尔（Friedrich Karl，1801年1月22日－1804年2月19日）；
- 维克托·亚历山大（Victor Alexander，1802年9月14日－1843年2月15日），卡尔二世的生父。